# Игор I
За мъжкото име вижте Игор (име).
Игор Стари или Ингвар е варяжки княз на Киевска Рус, управлявал от 912 до 945.

## Живот
Оскъдните сведения за него идват от писаната през 12 век „Начална руска летопис“, която като цяло го представя в неблагоприятна светлина. Смята се, че Игор е син на новгородския княз Рюрик, като от 879 до 912 от негово име управлява родственикът му Олег.
Игор Стари на два пъти напада Константинопол, през 941 и 944, но флотът му е унищожен с гръцки огън. Той успява да подчини печенегите и славянското племе древляни. В същото време самата Киевска Рус попада под засилващото се влияние на Хазарския хаганат.
През 913 и 944 има сведения за руски нападения срещу арабите по крайбрежието на Каспийско море, но не е известно дали те имат връзка с княз Игор или са провеждани от независими варяжки групи.
Игор е убит през 945 от древляните, когато прави опит да събере от тях повече данъци от обичайното. Скоро след този инцидент той е погребан близо до Коростен. Наследен е от малкия си син Светослав, от чието име в продължение на две десетилетия управлява майка му Олга. Тя си отмъщава жестоко на древляните, като на гроба на Игор много древляни са изгорени живи в езическо жертвоприношение.